# Jorge Mata
Jorge Mata est un boxeur espagnol né le 26 avril 1970 à León.

## Carrière
Passé professionnel en 1998, il remporte le titre vacant de champion du monde des poids pailles WBO le 22 novembre 2002 en battant aux points Jairo Arango. Mata perd son titre dès le combat suivant contre Eduardo Ray Marquez le 3 mai 2003 et met un terme à sa carrière de boxeur en 2006 sur un bilan de 11 victoires, 1 défaite et 2 matchs nuls.

## Référence
1. ↑  (en) Jorge Mata vs. Jairo Arango (boxrec.com)